# Kihnu (commune)

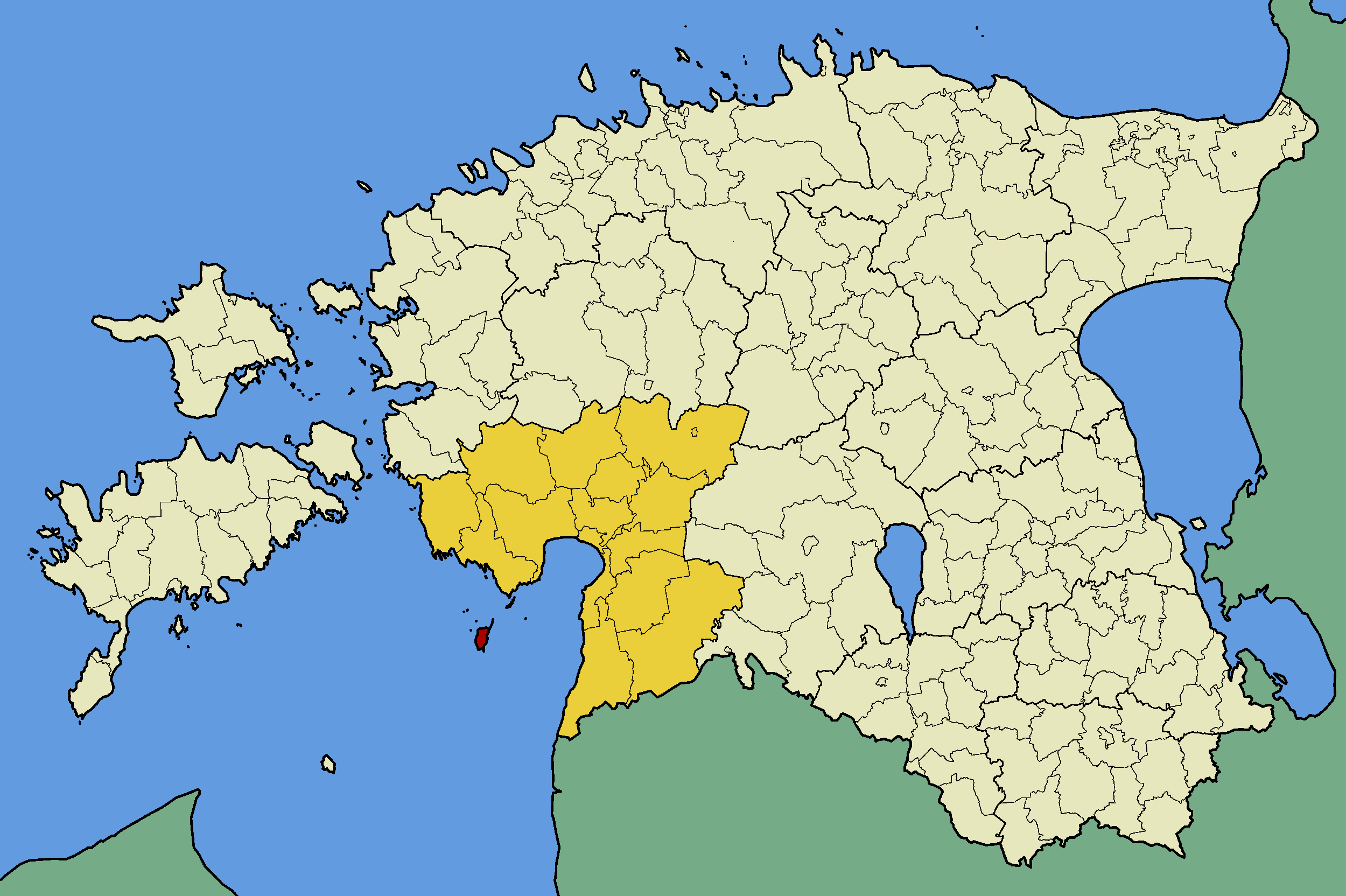
La commune de Kihnu (en rouge) dans le comté de Pärnu (en jaune).

Kihnu (en estonien : Kihnu vald) est une commune rurale d'Estonie, situé dans le comté de Pärnu.

## Géographie
La commune s'étend sur 17,3 km2 et correspond exactement à l'île de Kihnu, située dans le golfe de Riga. Elle comprend les villages de Lemsi, Linaküla, Rootsiküla et Sääre.

## Démographie
La population s'élevait à 634 habitants en 2012 et à 690 habitants en 2021.